# Les Frères Karamazov
Brat'ya Karamazovy (Братья Карамазовы)
Pour les articles homonymes, voir Les Frères Karamazov (homonymie).
Les Frères Karamazov (en russe : Братья Карамазовы, Brat'ya Karamazovy, prononcé [ˈbratʲjə kərɐˈmazəvɨ]) est le dernier roman de l'écrivain russe Fiodor Dostoïevski.
Publié sous forme de feuilleton dans Le Messager russe de janvier 1879 à novembre 1880 (la première édition séparée date de 1880), le roman connut un très grand succès public dès sa parution.
Le roman explore des thèmes philosophiques et existentiels tels que Dieu, le libre arbitre ou la moralité. Il s'agit d'un drame spirituel où s'affrontent différentes visions morales concernant la foi, le doute, la raison et la Russie moderne.
Dostoïevski a composé une grande partie du roman à Staraïa Roussa, qui est aussi le cadre principal du roman (sous le nom de Skotoprigonievsk). Au début de l'année 1881, Dostoïevski songeait à donner une suite au roman, dont l'action se déroulerait vingt ans plus tard,.
Depuis sa publication, le livre est considéré comme un chef-d'œuvre de la littérature mondiale et a été acclamé par des écrivains comme Albert Camus, William Faulkner ou Orhan Pamuk et des personnalités comme Sigmund Freud et Albert Einstein.

## Genèse du roman

### Contexte et situation matérielle
En octobre 1877, Fiodor Dostoïevski, en petite santé, annonce le prochain arrêt du Journal d'un écrivain, périodique qu'il publie, plus ou moins régulièrement, depuis 1873 et qui connaît un certain succès. Malgré les protestations de ses lecteurs, dans le numéro de décembre 1877, il annonce qu'il s'agit de la dernière livraison de la revue.
Le 27 décembre 1877 (8 janvier 1878 dans le calendrier grégorien), mort du poète et critique Nikolaï Nekrassov, celui-là même qui avait révélé le talent du jeune Dostoïevski en 1845 et fait connaître son premier roman, Les Pauvres Gens. C'est l'occasion pour Dostoïevski de se souvenir du rôle essentiel de Nekrassov dans sa vie et de relire l'ensemble de l'œuvre de Nekrassov. Dans le récit qu'il donne de son dernier entretien avec le poète mourant (mi-décembre 1877), Dostoïevski évoque la fameuse nuit blanche de juin 1845 : 

« Et voilà que trente ans après, je me suis souvenu à nouveau de cette minute, et ce fut comme si je la vivais à nouveau, assis au chevet de Nekrasov malade... Et nous avons vécu toute notre vie séparés. Sur son lit de douleur, il se souvient maintenant de ses amis disparus. »

— Fiodor Dostoïevski.

 
Dostoïevski habite la rue Iamskaïa lorsqu'il rédige ses premières notes pour un « grand roman » en avril 1878. En mars 1878, il a assisté au procès de la révolutionnaire Véra Zassoulitch et y puise des éléments factuels pour le procès de Dmitri Karamazov,. Le 16 mai 1878, l'auteur perd son fils de trois ans, Alexis, mort d'épilepsie, affection qu'il a héritée de son père. Le travail préparatoire du roman est très probablement arrêté. L'écrivain est très affecté et décide de se rendre au monastère d'Optina, un centre de la spiritualité russe, avec Vladimir Soloviev avec lequel il s'entretient de son roman : 

« L'Église en tant qu'idéal social positif devant être l'idée centrale du nouveau roman ou de la nouvelle série de romans dont seul a vu le jour Les Frères Karamazov. »

— Vladimir Soloviev.
Il quitte Pétersbourg le 18 juin et arrive le 25 juin au monastère, où il passe deux jours et s'entretient de son projet de roman avec le starets Ambroise, prototype du starets Zosime. À la fin juillet, en mauvaise santé. il part se soigner à Ems, où il retourne en septembre.
En octobre 1878, les deux premiers chapitres sont achevés ; en novembre, l'écrivain les envoie au Messager russe, qui en annonce la future parution (à partir de janvier 1879) en décembre. En janvier et février 1879, rédaction des troisième et quatrième livres. En février 1879, lectures publiques des Frères Karamazov et de Crime et Châtiment. Dostoïevski reçoit beaucoup de témoignages d'admiration. En mai 1879, il termine le chapitre « La légende du Grand Inquisiteur ».
En avril 1880, la rédaction est interrompue par l'invitation qu'il a reçue pour l'inauguration du monument d'Alexandre Pouchkine. À cette occasion, il prononce le Discours sur Pouchkine.
Le 8 novembre 1880 (20 novembre dans le calendrier grégorien), Dostoïevski envoie l'épilogue du roman au Messager russe et écrit : « Mon roman est terminé. Voici trois ans que j'y travaille, deux ans qu'on le publie. C'est pour moi une minute significative... Permettez-moi de ne pas prendre congé de vous. J'ai l'intention de vivre et d'écrire encore vingt ans. Ne gardez pas un mauvais souvenir de moi. »
En décembre 1880 : Parution en édition séparée, tirée à 3 000 exemplaires, c'est un énorme succès. L'écrivain porte lui-même un exemplaire au tsarévitch.
Fiodor Dostoïevski meurt le 28 janvier 1881 (9 février dans le calendrier grégorien).

### Influences personnelles
De nombreuses influences semblent être à l'origine du roman. Tout d'abord, celle du philosophe russe Nikolaï Fiodorov. Fiodorov prône un christianisme dans lequel la Rédemption et la résurrection passeraient par le rachat par les fils des péchés de leurs pères, afin de favoriser l'unité des êtres humains au sein d'une famille universelle. Or, la tragédie du parricide dans ce roman représente exactement le contraire de cette idée, où, loin de racheter les fautes de leur père, les fils Karamazov deviennent acteurs, sinon complices, de son meurtre. Dostoïevski y voit la personnification de la désunion de l'humanité.
Bien que la religion et la philosophie aient profondément influencé Dostoïevski dans sa vie, prenant une place importante dans Les Frères Karamazov, une tragédie beaucoup plus intime a changé le cours de son travail : Le décès de son fils. Le chagrin de Dostoïevski pour son jeune fils transparait tout au long du roman, notamment à travers le héros qu'il nomme aussi Aliocha et à qui il attribue des qualités chères à ses yeux. Ce déchirement se retrouve également avec l'histoire du capitaine Snegiriov et de son jeune fils Ilyoucha.
Une autre expérience personnelle a influencé l'auteur dans le choix du parricide comme intrigue principale. Au cours des années 1850, alors qu'il purgeait sa condamnation au katorga Omsk en Sibérie, Dostoïevski y a rencontré un jeune homme qui avait été condamné pour avoir assassiné son père et acquis son héritage. Presque dix ans après cette rencontre, il apprit que l'homme en question, après avoir été fallacieusement condamné dans un premier temps, avait été plus tard disculpé quand le meurtrier réel eut avoué le crime. L'impact de cette rencontre sur l'auteur est évident dans le roman, dans lequel beaucoup des traits de l'accusé sont repris dans la description de Dmitri Karamazov.
Dostoïevski se livre entièrement dans ce roman. Il y exprime les doutes, les contradictions de son esprit. Il ne cache rien de ce qui se passe dans son être profond. Le destin de ses héros, c’est son propre destin, leurs doutes, leurs tentatives criminelles sont les crimes cachés de son esprit. L’originalité de son génie est telle qu’il a pu, en analysant jusqu’au bout son propre destin, exprimer en même temps le destin universel de l’homme, perpétuellement déchiré entre le Bien et le Mal.
Il ne coupe pas les racines qui l’attachent au sol natal. Mais c’est un Russe errant dans le monde de l’esprit. Il ne possède ni terres, ni demeure. Il n’est lié à aucune forme stable de l’existence : tout dans sa nature est dynamisme, inquiétude, esprit de révolution. Il incarne avant tout le destin du nomade et du révolté. Il est le partisan de l’Europe, le chantre de Saint-Pétersbourg. Il ne conçoit rien en dehors de la littérature.

## Résumé

### Note de l’auteur
Dostoïevski entame son roman par une brève introduction dans laquelle il joue avec son lecteur et tente de justifier l’intérêt qu’il porte au « héros » du livre, Alexeï Fiodorovitch, alias Aliocha. Il y indique qu’il y a en fait deux romans, l’essentiel étant le second. Pour lui, le « premier roman » s’est déroulé il y a treize années, dans la première jeunesse du héros. Il termine par un pied-de-nez : « Bon voilà toute l’introduction. J’en conviens parfaitement, elle ne sert à rien du tout, mais, puisqu’elle est écrite, qu’elle reste. Sur ce, au fait. »

### Première partie
Le début du roman présente la famille Karamazov et relate son histoire passée et présente.

#### Livre premier: Histoire d’une famille (5 chapitres)
1. Fiodor Pavlovitch Karamazov : Fiodor Pavlovitch Karamazov est un riche propriétaire terrien, dépravé et incohérent. Il a été marié deux fois et a eu trois fils : Dmitri Fiodorovitch du premier lit, et Ivan et Alexis du second. Sa première femme, Adélaïde Ivanovna Mioussov, est issue d’une famille de nobles assez riches et bien nés, belle et d’une intelligence vive. Elle quitte son mari pour un séminariste et meurt de la typhoïde (ou de faim) quand son fils Dmitri n’a que trois ans.
2. Il se débarrasse de son premier fils : Fiodor délaisse son fils Dmitri dont s’occupe alors Grigori, son domestique. L’enfant est ensuite recueilli par le cousin de sa mère, Pierre Alexandrovitch Mioussov, puis change plusieurs fois de foyer. Dmitri grandit convaincu d’avoir hérité d’une certaine fortune de sa mère et de connaître l’indépendance à sa majorité. Il vit une adolescence et une jeunesse désordonnées puis retourne chez son père à sa majorité après avoir accumulé beaucoup de dettes. Chez son père, il réalise vite qu’il n’y a en fait plus rien des biens que lui avait laissés sa mère.
3. Second mariage et nouveaux enfants : Fiodor Pavlovitch Karamazov se remarie quelques années plus tard avec Sophie Ivanovna. Sophie Ivanovna est orpheline et sans famille depuis l’enfance et a été élevée par la veuve d’un général. Elle se marie contre l’avis de celle-ci qui, en conséquence, lui refuse une dot. Deux enfants, Ivan et Alexis, naissent un an et trois ans après le mariage. À la mort de leur mère, Ivan a sept ans et Alexis quatre. Les enfants sont à nouveau recueillis par Grigori puis la veuve du général qui avait élevé leur mère les récupère. La veuve meurt vite en laissant un pécule aux deux enfants, pécule que fait fructifier son héritier Efim Petrovitch Polenov qui élève les enfants à son tour. Ivan est un enfant renfermé et brillant. Il fréquente plus tard l’université et écrit dans des revues littéraires. Ivan revient chez son père en partie sur la demande et pour les affaires de Dmitri qu’il rencontre pour la première fois à l’âge adulte même s’il est déjà entré en correspondance avec son demi-frère.
4. Le troisième fils : Alexis : Alexis, altruiste précoce, a choisi à dix-neuf ans la voie monastique après avoir rencontré le starets Zosime. Enfant, à l’école, il ne cherchait jamais à se mettre en avant. Il ignorait la rancune, il était pur et pudique. Taciturne, il a montré très jeune de l’amour pour ses semblables et une foi absolue dans l’homme. La voie monacale s’impose à lui et offre une solution idéale à son âme. Il arrive à vingt ans chez son père, sans finir ses études au lycée, sur une impulsion, dans une maison qui est un repaire de débauche. Il a le don particulier d’inspirer l’affection et tout le monde l’aime, même son père. Un jour, il cherche à retrouver la tombe de sa mère. Son père ignore où elle est, mais le domestique Grigori, qui a posé la pierre tombale, la lui indique. C’est après avoir vu la tombe de sa mère qu’il annonce à son père sa volonté d’entrer au monastère.
5. Les starets : Alexis s’engage dans la voie monastique en tant que novice. Au monastère, il rencontre le starets Zosime. Il comprend que celui qui se voue au starets abdique sa propre volonté et la lui remet en obéissance complète avec un renoncement total de soi-même. Le starets est investi d’un pouvoir dans certains cas illimité. Alexis a une foi absolue dans la force spirituelle de son maître, dépositaire de la vérité de Dieu.

#### Livre deuxième: Une réunion déplacée (8 chapitres)
Le deuxième livre commence lorsque la famille Karamazov arrive au monastère afin que le starets Zosime puisse agir comme médiateur entre Dmitri et son père dans leur différend sur l'héritage. C'était l'idée du père, apparemment pour plaisanter, que la réunion ait lieu dans un lieu aussi saint, en présence du célèbre aîné. Le comportement délibérément insultant et provocateur de Fiodor Pavlovitch détruit toute chance de conciliation, et la rencontre n'aboutit qu'à une haine accrue et à un scandale. Ce livre contient également une scène dans laquelle le starets Zosime console une femme pleurant la mort de son fils de trois ans. Le chagrin de la pauvre femme est parallèle à la propre tragédie de Dostoïevski à la suite de la perte de son jeune fils Aliocha.
1. L’arrivée au monastère : Une réunion familiale se prépare dans la cellule du starets entre tous les membres de la famille pour trouver une médiation entre Dmitri et son père au sujet de l’héritage. C’est Fiodor Pavlovitch qui a suggéré ce lieu de réunion. Pierre Alexandrovitch Mioussov y participe également et arrive au monastère avec un parent éloigné, Pierre Fomitch Kalganov. Arrivent ensuite Fiodor et Ivan.
2. Le vieux bouffon : Dmitri n’étant pas arrivé, Fiodor entame la conversation avec le starets d’une attitude provocatrice qui choque Mioussov. Le starets ne s’en inquiète pas. Il demande à Fiodor de ne pas se mentir à lui-même et de ne pas écouter ses mensonges. D’après le starets, celui qui se ment à lui-même et écoute ses propres mensonges ne distingue plus aucune vérité ni en lui, ni autour de lui, et il perd le respect de lui et des autres. Ne respectant personne il cesse d’aimer et pour s’occuper et se distraire en l’absence d’amour s’adonne aux passions et aux grossières délices, il en arrive à une bestialité dans ses vices par mensonge incessant à l’égard des autres et de lui-même. Celui qui se ment à lui-même est le premier à s’offenser pour enjoliver, il exagère pour compléter le tableau, chicane sur les mots, fait une montagne d’une souris. Il s’offense jusqu’au plaisir, jusqu’à en éprouver une grande satisfaction et par là-même déclenche une véritable rancune.
3. Les femmes croyantes : Dans l’ermitage, des femmes attendent pour voir le starets, des femmes du peuple et une femme distinguée, Madame Khokhlakov, accompagnée de sa fille, Lise, âgée de quatorze ans et paralysée des jambes. Parmi les femmes, quelques « possédées », une femme ayant perdu ses quatre enfants et une femme ayant souhaité la mort de son mari viennent chercher une bénédiction. Le starets leur accorde le pardon ou les bénit.
4. Une dame de peu de foi : Madame Khokhlakov observe la conversation des femmes et la bénédiction avec le peuple. Elle confie au starets que sa fille Lise va mieux grâce à Alexis. La mère avoue au starets son manque de foi. Le starets lui prodigue des conseils en retour afin d’y remédier. Enfin l’assistance réalise qu’Alexis est très troublé par la jeune Lise.
5. Ainsi soit-il : Le starets s’absente. Dmitri pour qui tout le monde s’est réuni n’est toujours pas arrivé. Ivan, deux moines et Mioussov discutent des tribunaux ecclésiastiques sur lesquels Ivan a écrit, arguant de la nécessité de séparer l’État et l’Église. Tandis que le starets argumente que l’État devrait se transformer en Église pour le bien de la société, Mioussov voit en le starets un socialiste chrétien qu’il tient comme bien plus redoutable qu’un socialiste athée. Dmitri arrive enfin.
6. Pourquoi un tel homme vit-il ? : Dmitri finit par arriver à la réunion. La conversation continue sur la comparaison entre les buts finaux du socialisme et du christianisme et sur la disparition chez les hommes de la croyance en l’immortalité de leur âme. Dmitri revient sur le sujet de la réunion : la spoliation de l’héritage de sa mère par son père. En réponse, son père accuse Dmitri de vouloir lui soutirer de l’argent, d’avoir séduit une jeune femme, Katerina Ivanovna, et de lui avoir promis le mariage tout en fréquentant une autre femme, une « séductrice », Grouchenka. Dmitri accuse à son tour son père d’utiliser cette femme dont il est aussi tombé amoureux pour le faire mettre en prison. Le starets interrompt la dispute entre les deux hommes en se prosternant devant Dmitri pour le faire taire.
7. Le séminariste arrive : Alexis retrouve le starets dans sa chambre. Celui-ci lui enjoint de quitter le monastère pour s’occuper de sa famille. Rakitine, qui est séminariste au monastère avec Alexis, le rejoint et parle de la prosternation du starets devant Dmitri qu’il interprète comme un présage d’un drame entre le père et le fils. Rakitine revient sur Katerina Ivanovna et Grouchenka, apprenant à Alexis que son frère Ivan est amoureux de Katerina Ivanovna qui est aussi très bien dotée. Alexis interroge Rakitine sur Grouchenka qu’il semble bien connaître, pensant qu’elle est sa parente. Rakitine est outré et dit d’elle qu’elle est une fille de joie, mais Alexis comprend qu’il passe tout de même beaucoup de temps avec elle.
8. Le scandale : Les membres de la réunion se préparent à aller déjeuner. Après s’être fait excuser pour le déjeuner, Fiodor revient sur sa décision et y participe. Au sortir du déjeuner Fiodor, à son tour, ordonne à Alexis de revenir chez lui et de quitter le monastère.

#### Livre troisième: Les luxurieux (11 chapitres)
Le troisième livre fournit plus de détails sur le triangle amoureux entre Fiodor Pavlovitch, son fils Dmitri et Grushenka.
1. À l’office : Il y a plusieurs années de cela, Fiodor Pavlovitch vivait dans sa maison avec son fils Ivan et son couple de domestiques, Grigori Vassilievitch Koutouzov et Martha Ignatievna. Le couple n’avait eu qu’un seul enfant qui était mort à quinze jours de la fièvre aphteuse. Un soir où Grigori entendit des cris de bébé, il réalisa qu'Elisabeth Smerdiachtchaia, l’innocente du village, avait accouché dans leur jardin.
2. Elisabeth Smerdiachtchaia : Elisabeth était une innocente du village qui ne parlait même pas. Elle vivait de la charité des habitants du village et avait été violée un soir alors que traînait une demi-douzaine d’hommes dont faisait partie Fiodor Pavlovitch. C’était peu après la mort de la première femme de ce dernier. Bien que rien ne put prouver que Fiodor était le père de l’enfant, l’innocente vint accoucher dans son jardin et mourut dans la foulée. Grigori accueillit l’enfant et l’éleva. Fiodor le surnomma Smerdiakov et il devint le deuxième domestique de la maison, travaillant en tant que cuisinier.
3. Confession d’un cœur ardent en vers : Alexis est chez son père et il reçoit une lettre de Katerina Ivanovna. Il confie à Dmitri qu’il a reçu cette missive et Dmitri exprime en vers son amour pour Katerina Ivanovna.
4. Confession d’un cœur ardent par anecdotes : Dmitri raconte à Alexis comment il s’est fait de Katerina Ivanovna sa créancière puis sa débitrice. Dmitri travaillait alors à l’armée sous les ordres du père colonel de Katerina Ivanovna. Dans le besoin, le père colonel était soupçonné d’irrégularités : dépositaire pour l’armée de quatre mille cinq cent roubles, il les prêtait régulièrement pour des périodes de quelques jours. Un jour, les fonds ne lui furent pas rendus et le colonel fut sommé de rembourser le montant emprunté. Dmitri l’apprît et fit part à sa fille Katerina Ivanovna de sa capacité à l’aider en lui donnant une lettre au porteur de cinq mille roubles.
5. Confession d’un cœur ardent « Cul par-dessus tête » : Peu après, la principale parente de Katerina Ivanovna décida de la doter largement. Katerina Ivanovna remboursa Dmitri illico en lui faisant une déclaration d’amour et lui demandant de l’épouser. Dmitri demanda alors à Ivan d’aller voir Katerina Ivanovna et celui-ci en tomba amoureux. Malgré cela, Dmitri se fiança à Katerina Ivanovna. Peu après, Katerina Ivanovna lui confia trois mille roubles en lui demandant de les envoyer discrètement à sa sœur à Moscou. Dmitri rencontra peu après Grouchenka, en tomba follement amoureux et dépensa avec elle les trois mille roubles confiés par Katerina Ivanovna qu’il ne put donc envoyer à sa sœur. Dmitri apprit peu après que son père Fiodor était aussi tombé amoureux de Grouchenka et avait préparé une enveloppe avec trois mille roubles à la disposition de Grouchenka si elle acceptait de venir avec lui. Smerdiakov était aussi au courant de la proposition. Après avoir raconté cette histoire à Alexis, Dmitri lui annonce qu’il veut briser ses fiançailles avec Katerina Ivanovna et épouser Grouchenka.
6. Smerdiakov : Smerdiakov a maintenant vingt-quatre ans. Élevé par Grigori, il a été formé à la cuisine à Moscou avant de revenir travailler chez Fiodor. Taciturne, il est atteint de fréquentes et violentes crises d’épilepsie. Il a aussi appris à lire tout seul et fait preuve d’une remarquable intelligence.
7. Une controverse : Dans une boutique, Smerdiakov est entrainé dans une discussion sur le sort d’un soldat sommé par des musulmans de renoncer au christianisme à moins d’être tué. Smerdiakov argumente que le soldat aurait pu renoncer au christianisme pour sauver sa vie puis revenir sur sa décision sans renier sa foi. Fiodor, Alexis, Ivan et Grigori s’opposent sur la question.
8. En dégustant le cognac : Fiodor demande aux domestiques de partir puis devise avec ses fils sur l’existence de Dieu et sur l’immortalité. Fiodor se fait alors désobligeant pour les femmes et sa deuxième femme, la « possédée », en présence d’Alexis et d’Ivan.
9. Les luxurieux : Dmitri rentre comme une furie dans la pièce où se trouve Fiodor, persuadé de la présence de Grouchenka. Ils se battent et sont séparés par Ivan et Alexis. Fiodor confie à Alexis avoir peur de Dmitri mais encore bien plus d’Ivan. Il lui demande aussi de parler à Grouchenka pour comprendre qui de Fiodor ou de Dmitri elle choisira.
10. Les deux ensemble : Alexis va chez Katerina Ivanovna, envoyé par Dmitri pour casser leurs fiançailles. Katerina Ivanovna se raccroche à son amour pour Dmitri et affirme vouloir le sauver. Elle ne croit pas à l’amour qu’il porte à Grouchenka qu’elle voit comme une passion qui ne peut durer. Par derrière, elle a fait venir Grouchenka et l’introduit dans la conversation. Grouchenka lui a fait comprendre qu’elle a aimé un fonctionnaire rencontré des années auparavant. Alors que Katerina Ivanovna comprend que Grouchenka ne s’intéresse pas à Dmitri, cette dernière revient sur ses mots et redit son intérêt pour Dmitri, accusant Katerina Ivanovna de vendre sa beauté. Katerina Ivanovna se sent trahie.
11. Encore une réputation de perdue : Une servante remet à Alexis un billet de Lise Khokhlakov qui lui déclare alors son amour.

### Deuxième partie

#### Livre quatrième: Les déchirements (7 chapitres)
Ce chapitre présente une histoire parallèle qui refait surface plus tard dans le roman.
1. Le père Théraponte : Le starets Zosime est en train de mourir quand Alexis vient le voir. Dans le monastère vit aussi le père Théraponte, adversaire du starets, ermite et silenciaire. Il détaille à Alexis sa vie d’ermite et les bienfaits du jeûne extrême dans lequel il vit. Le starets Zosime réclame Alexis puis lui enjoint de rejoindre son père et ses frères auprès de qui il a des choses à accomplir. Le starets promet à Alexis de ne pas mourir avant de l’avoir revu une dernière fois.
2. Chez le père : Alexis passe chez son père qui comprend que Dmitri voudrait épouser Grouchenka, laissant Katerina Ivanovna à son frère Ivan. Mais Fiodor ne se résout pas à laisser tomber Grouchenka qu’il pense pouvoir épouser grâce à son argent. Alexis lui confie que Katerina Ivanovna ne veut pas lâcher Dmitri de son côté.
3. Il se commet avec des écoliers : Alors qu’Alexis se dirige vers la maison des Khokhlakov, il est pris sur le chemin au milieu d’une bataille d’enfants qui jettent des pierres à l’un d’entre eux, un petit garçon en disgrâce. Alexis essaie de les raisonner. Alors qu’il n’obtient rien des enfants qui continuent à se jeter des pierres, l’enfant en disgrâce lui mord profondément la main. Il essaie de comprendre pourquoi l’enfant l’a attaqué sans raison, n’y parvient pas mais se promet d’élucider la question.
4. Chez les Khokhlakov : Alexis arrive chez les Khokhlakov. Lise le supplie immédiatement de lui rendre la lettre d’amour qu’elle lui a envoyée la veille mais il ne l’a pas sur lui. Il lui promet de le la lui rendre après être repassé au monastère. Il lui promet aussi de l’épouser, ne voyant pas comment il pourrait trouver meilleure épouse et persuadé qu’il pourrait l’aimer. Lise devient tout à coup irritable et s’inquiète qu’il n’ait attrapé la rage de la morsure infligée par le garçon. Alexis part car il veut voir Katerina Ivanovna avant de retourner au monastère.
5. Le déchirement dans le salon : Alexis se persuade que Katerina Ivanovna aime Ivan mais s’est convaincue de son amour pour Dmitri. Katerina Ivanovna raconte comment, dans un accès de rage, Dmitri a frappé et humilié Sneguirev, un officier à la retraite. Son fils et d'autres enfants assistaient à la scène et ce dernier a imploré Dmitri de laisser son père Sneguirev tranquille. Katerina Ivanovna, se sentant trahie comme Sneguirev par Dmitri, propose de donner à Sneguirev deux cents roubles pour l’aider dans son extrême pauvreté.
6. Le déchirement dans l’isba : Alexis passe voir la famille Sneguirev pour proposer réparation de la part de Dmitri qui regrette son geste. Le père Sneguirev présente sa famille, sa femme handicapée, ses trois filles et son fils, le garçon qui a mordu Alexis un peu plus tôt dans la journée. L’enfant est fiévreux.
7. Et en plein air : Sneguirev explique comment, harcelé à l’école par les autres enfants du fait du déshonneur subi par son père, son fils Ilioucha a voulu le venger en mordant Alexis. Sneguirev explique aussi comment la pauvreté l’a empêché de provoquer en duel ou de traduire en justice Dmitri après son agression. Alexis lui propose enfin les deux cents roubles de Katerina Ivanovna. Sneguirev imagine d’abord combien cette manne va changer sa vie mais y renonce finalement pour ne pas trahir son honneur.

#### Livre cinquième: Pro et contra (7 chapitres)
Les idéologies rationaliste et nihiliste, imprégnées en Russie à cette époque, sont défendues par Ivan Karamazov alors qu'il rencontre son frère Aliocha dans un restaurant.
1. Les accordailles : Smerdiakov discute avec Maria Kondratieva qu’il fréquente. Il s’insurge des idées reçues et des stigmates liés à sa naissance qu’on lui rappelle sans cesse. Il constate que Dmitri Fiodorovitch se tient mal, ne sait rien faire et est pourtant honoré par tous. Smerdiakov aimerait ouvrir un café-restaurant à Moscou. Alexis les interrompt et s’enquiert auprès de Smerdiakov de Dmitri. Smerdiakov indique que Dmitri et lui doivent se voir au cabaret.
2. Smerdiakov avec la guitare : Alors qu’Alexis se rend chez son père pour surprendre Dmitri en escaladant les murs de la propriété, il tombe sur Smerdiakov chantant à la guitare et discutant avec une femme, Maria Kondratievna. Smerdiakov dit son amertume de ses origines. Alexis soudain éternue et Smerdiakov s’étonne qu’Alexis soit là alors que la porte est verrouillée. Smerdiakov se plaint à Alexis que Dmitri est excessivement dur avec lui.
3. Les frères font connaissance : Alexis et Ivan se retrouvent au cabaret. Depuis trois mois qu’ils vivent l’un près de l’autre, ils n’ont pas vraiment discuté et Ivan déclare à Alexis combien il a envie de mieux le connaître. Ils discutent de l’existence de Dieu.
4. La rébellion : Ivan et Alexis discutent de l’amour du prochain. Ivan ne voit pas l’amour du prochain autour de lui car le monde a été construit sur la base de la souffrance, entre adultes mais surtout vis-à-vis des enfants parfois cruellement traités dans certaines familles. Ivan confie à Alexis qu’il a imaginé un long poème intitulé le Grand Inquisiteur.
5. Le Grand Inquisiteur : Dans son poème, Ivan imagine la rencontre à Séville entre un Inquisiteur et Jésus qui serait de retour 1 500 ans après sa mort. L’Inquisiteur accuse Jésus d’avoir infligé à l’espèce humaine le fardeau de la liberté et veut le faire brûler. Après un long inquisitoire, Jésus s’avance en silence vers l’Inquisiteur et l’embrasse sur les lèvres. L’Inquisiteur, surpris et ému, lui demande de ne jamais plus revenir et le laisse partir. Après l'exposé du poème, Alexis et Ivan se quittent avec respect et affection.
6. Fort obscur encore : Ivan rencontre Smerdiakov et les deux initient une longue conversation. Ivan est conscient de l’intelligence de Smerdiakov qui lui confie son malaise d’être pris en conflit entre Fiodor et Dmitri sur Grouchenka, les deux hommes lui demandant d’intervenir auprès de la jeune femme. Fiodor a mis au point un stratagème avec Smerdiakov pour être prévenu de l’arrivée de Grouchenka. Smerdiakov confie à Ivan que, Fiodor n’ayant pas fait de testament, Grouchenka pourrait mettre la main sur l’argent de Fiodor et déshériter ainsi les trois fils.
7. Il est toujours curieux de causer avec un homme intelligent : Ivan passe la nuit chez son père et l’espionne : il regarde comment Fiodor vit et bouge dans sa maison. Le lendemain matin, Fiodor écarte Ivan en lui demandant d’aller à Tchermachnia pour ses affaires. Tandis que ce dernier se prépare à ce long voyage en train et en voiture à cheval, Smerdiakov fait une crise d’épilepsie. Fiodor lui se prépare à la visite de Grouchenka le soir même.

#### Livre sixième: Un moine russe (3 chapitres)
Le sixième livre raconte la vie et l'histoire du starets Zosime alors qu'il est sur le point de mourir dans sa cellule.
1. Le starets Zosime et ses visiteurs : Alexis rend visite au starets entouré de ses proches. À l’aube de la mort, il se promet de ne pas mourir avant d’avoir eu une dernière longue conversation avec ses plus proches, quatre moines et Alexis. Le starets veut leur raconter ce qui l’a mené à son apostolat monastique.
2. Fragments de la vie du starets Zosime, endormi dans le Seigneur, rédigés d’après ses propres paroles par Alexis Fiodorovitch Karamazov : Sur son lit de mort, le starets Zosime raconte son enfance. Élevé par sa mère veuve, il voit son frère de huit ans son aîné mourir à dix-sept ans, touché quelques mois avant sa mort par la beauté de la vie qui l’entoure. À l’adolescence il entre dans une école de cadets dont il sort quelques années plus tard, reconnu pour sa grande force de caractère et auréolé d’avoir renoncé au tir qu’il était en droit de porter à son adversaire lors d’un duel. C’est en brutalisant un jour son aide de camp fidèle, Athanase, qu’il décide de devenir moine et de se donner à une vie de don et de partage. Plus tard, il se lie d’amitié avec un homme reconnu bien plus âgé qui lui avoue avoir tué par passion quatorze années auparavant. Contre toute attente, il l’amène à se dénoncer.
3. Extraits des entretiens et des enseignements du starets Zosime : Zosime revient sur son rôle de moine dans la société. Il prêche le pardon, l’humilité, l’égalité entre les hommes et la force de l’amour avant de mourir.

### Troisième partie

#### Livre septième: Alexis (4 chapitres)
1. L’odeur délétère : La dépouille du moine Zosime, moine et ascète, est préparée pour les obsèques mais elle dégage très vite une odeur pestilentielle. Or, la putréfaction est associée au refus de Dieu d’accorder le salut au mort. Très vite, en raison de l’odeur du cadavre, le respect éprouvé pour le starets est remis en cause et des reproches se mettent à pleuvoir sur le défunt : sur sa gourmandise, sur son abus du sacrement de confession que viendrait confirmer la vitesse de putréfaction de son corps.
2. Un pareil moment : Alexis est désabusé et éprouvé par le mouvement de désapprobation après la mort du starets. Rakitine essaie de le faire revenir à la raison. Il lui offre à manger et lui propose d’aller voir Grouchenka.
3. L’oignon : Alexis se rend avec Rakitine chez Grouchenka. Jolie fille de vingt-deux ans, protégée du marchand Somsonov, elle a peu à peu acquis sa liberté par sa débrouillardise et son sens des affaires. Alexis se rend vite compte que c’est Grouchenka qui voulait le voir et a demandé à Rakitine de le faire venir moyennant rémunération. Grouchenka relate la légende de l’oignon : une vieille femme méchante était morte et avait été jetée par le diable dans un étang. Son ange gardien en parla à Dieu en relatant qu’elle aurait donné, quand elle était vivante, un oignon à une mendiante. Dieu demanda à l’ange gardien de tendre à la vieille femme dans l’étang un oignon, qu’elle s’y accroche et qu’elle aille au paradis si l’oignon tient, mais qu’elle reste dans l’étang si l’oignon se casse. L’ange gardien fit ce que lui demandait Dieu et alors qu’il l’avait presque sortie de l’étang, les autres damnés de l’étang s’accrochèrent à la vieille  femme. La vieille femme se mit à leur donner des coups de pied pour s’en débarrasser et tout à coup l’oignon cassa. La bonne femme retomba dans l’étang pour l’éternité, punie par son manque de gentillesse. Grouchenka reconnaît que de toute sa vie elle n’a donné qu’un seul oignon, qu’elle est une femme méchante et aspire à devenir meilleure. Elle se rapproche d’Alexis.
4. Les noces de Cana : Alexis fait une visite au monastère pour prier une dernière fois le starets Zosime. Trois jours après, régénéré par cette dernière visite, il le quitte conformément au désir exprimé par le starets qui lui avait ordonné de séjourner dans le monde.

#### Livre huitième: Dmitri (8 chapitres)
Cette section traite principalement de la quête désemparée Dmitri d'argent dans le but de s'enfuir avec Grushenka.
1. Kouzma Samsonov : Dmitri est écartelé entre son amour pour Grouchenka et l’argent qu’il doit trouver pour pouvoir lui proposer de s’enfuir. Or, il doit toujours trois mille roubles à Katerina Ivanovna et ne peut envisager de s’enfuir avec Grouchenka avant d’avoir essuyé ses dettes. Par peur de passer pour un voleur. Il se met en quête de la somme d’argent. Il essaie tout d’abord avec Kouzma Somsonov, le protecteur de Grouchenka. Celui-ci l’envoya chez un autre homme, Liagavy, qui tente de faire des affaires dans le domaine du bois avec son père.
2. Liagavy : Dmitri n’a pas plus de succès avec Liagavy qu’avec Samsonov, il revient sans argent. Avec le pressentiment que quelque chose peut arriver à Grouchenka, il décida de rentrer prématurément, horrifié à l’idée qu’elle puisse épouser son père pour sa fortune.
3. Les mines d’or : Dmitri retourne chez Grouchenka et Samsonov mais Grouchenka n’est pas chez elle. Il va mettre ses pistolets en gage auprès d’un fonctionnaire passionné d’armes, Pierre Ilitch Perkhotine, pour dix roubles, puis se rend chez Madame Khokhlakov à qui il tente d’emprunter trois mille roubles. Madame Khokhlakov lui fait miroiter bien plus de trois mille roubles s’il rejoignait le commerce des mines d’or. Il pourrait y faire fortune puis revenir épouser une femme de bonne famille, mais il lui faudrait partir seul, il n’est pas question d’y emmener Grouchenka. Madame Kolkhakov n’a rien d’autre à lui offrir que cette idée. Dmitri quitte la maison en fourrant dans sa poche un pilon de cuivre.
4. Dans l’obscurité : Dmitri se précipite chez son père, persuadé d’y retrouver Grouchenka. Il s’introduit dans la propriété, repère son père qui semble seul et émet le signal secret que doit émettre Smerdiakov à l’arrivée de Grouchenka. Son père immédiatement s’excite, croyant qu’elle s’approche. Le chapitre s’interrompt. Lorsque le récit recommence, Grigori poursuit Dmitri et l’accuse de parricide. Dmitri lui assène un coup de pilon sur le crâne qui se met à saigner abondamment.
5. Une décision subite : Dmitri s’échappe et erre dans les rues. Il retourne à nouveau chez Grouchenka. Il apprend qu’elle est partie quelques heures auparavant pour aller retrouver un homme qu’elle a aimé cinq ans auparavant et qui l’avait alors quittée. Il commence alors à avoir un comportement irrationnel. Il retourne chez le prêteur à qui il avait emprunté le matin même dix roubles en mettant en gage ses pistolets pour le rembourser : le prêteur, Pierre Ilitch Perkhotine, réalise que Dmitri a les mains pleines de sang et des liasses de billets alors que, quelques heures plus tôt, il était venu chercher dix roubles. Il l’interroge. Dmitri n’est pas blessé, le sang n’est pas de lui. Dmitri se met aussitôt à dépenser inconsidérément l’argent qu’il détient.
6. C’est moi qui arrive : Dmitri se rend à l’auberge où Grouchenka a trouvé refuge avec son premier amour. En soudoyant un cocher et l’aubergiste où loge Grouchenka, il parvient à l’apercevoir alors qu’elle passe du temps avec l’autre homme, un très joli et jeune officier Polonais.
7. L’ancien et l’incontestable : Dmitri lance une orgie avec Grouchenka et les Polonais avec lesquels elle est. Les sentiments de Grouchenka se transforment peu à peu.
8. Le délire : Grouchenka réalise qu’elle n’est plus amoureuse de l’officier polonais. Il l’ennuie tout à coup. Elle se rapproche de Dmitri à qui elle déclare son amour, lui expliquant qu’elle s’est rapprochée de son père uniquement par rancune mais qu’il n’est rien pour elle. Dmitri est fou d’amour et veut fuir avec elle. Il lui confie devoir de l’argent, Grouchenka lui promet de l’aider à payer ses dettes. Mais il pressent aussi que le sang sur ses mains va venir troubler leurs plans. Les projets d’avenir que Dmitri et Grouchenka échafaudent sont interrompus par l’arrivée du chef de police de district, du substitut du procureur, du juge d’instruction, du commissaire de police du canton, et puis d’autres.

#### Livre neuvième: L’enquête (9 chapitres)
Le livre neuvième détaille le meurtre de Fiodor Pavlovitch et décrit l'interrogatoire de Dmitri, qui clame vigoureusement son innocence.
1. Début de la carrière du fonctionnaire Perkhotine : Le fonctionnaire Pierre Ilitch Perkhotine, auprès duquel Dmitri avait engagé ses pistolets pour dix roubles, entre chez Madame Kolkhakov. Il veut comprendre où Dmitri a trouvé l’argent qu’il a déployé avant d’être arrêté par la police. Madame Kolkhakov jure que ce n’est pas elle qui le lui a prêté.
2. L’alarme : Le corps de Fiodor Petrovitch a été découvert quelques heures plus tôt par Grigori. Celui-ci a d’ailleurs été frappé avec un pilon et c’est une fois qu’il a eu repris ses esprits qu’il a découvert le corps. C’est sa femme Martha, ne voyant plus son mari au lit, qui s’était levée, l’avait vu sonné et l’avait ranimé. Au même moment dans la maisonnée, Smerdiakov essuyait une grave et longue crise d’épilepsie. Les événements se sont enchaînés et Grigori a prévenu les hommes de loi du meurtre de Fiodor. À côté du cadavre, une enveloppe contenant trois mille roubles à l’attention de Grouchenka a été trouvée ouverte et vidée de son contenu.
3. Les tribulations d’une âme, première tribulation : Dmitri nie avoir tué son père. Il reconnaît avoir frappé Grigori - qu’il croit mort avant qu’on ne le rassure du contraire -, avoir détesté son père, avoir envié son argent, mais il persiste à nier son meurtre.
4. Deuxième tribulation : L’interrogatoire mené par le juge d’instruction Nicolas Partenovitch continue : Dmitri raconte les événements les uns après les autres : la mise en gage de ses pistolets auprès de Perkhotine puis la visite à Samsonov pour lui emprunter de l’argent. Dmitri refuse d’expliquer pourquoi il avait besoin de cet argent. Puis il déroule le reste de la journée. Il en arriva à son retour en ville et raconte en détail les affres de sa jalousie pour Grouchenka. Il explique comment il avait dessiné un poste d’observation chez son père pour y tracer l’arrivée de Grouchenka. Enfin, il narre sa visite chez Madame Kolkhakov pour trouver à nouveau de l’argent, comment il a été éconduit et comment il a pris un pilon avant de sortir. Il n’est pas en mesure d’expliquer ce dernier geste.
5. Troisième tribulation : Dmitri se souvient bien ne pas avoir tué son père : celui-ci l’a reconnu lorsqu’il a émis le signal qui devait indiquer l’arrivée de Grouchenka sous ses fenêtres. Seuls Dmitri et Smerdiakov connaissaient ce signal, les soupçons d’assassinat se portent alors sur Smerdiakov mais celui-ci était alors victime d’une violente crise d’épilepsie. Dmitri confie ensuite comment il a voulu se tuer après avoir appris que Grouchenka était partie rejoindre son ancien amour : il est allé rechercher ses pistolets chez Perkhotine et a fait la nuit même une orgie terrible. Perkhotine a bien remarqué que Dmitri avait les mains pleines d’argent sans que Dmitri explique d’où il le tenait. Nicolas Partenovitch fait un calcul rapide des sommes dépensées et en déduit que Dmitri devait avoir eu mille cinq cents roubles entre les mains. Pour finir l’interrogatoire, il demande à Dmitri à faire une fouille corporelle.
6. Le procureur pince Dmitri : Dmitri se sent humilié d’être intégralement fouillé. Le juge d’instruction l’empêche de se rhabiller et garde ses vêtements comme pièces à conviction. Le juge d’instruction lui révèle que l’enveloppe de trois mille roubles destinée à Grouchenka a été vidée et l’en accuse. Dmitri renvoie l’accusation vers Smerdiakov qui seul savait où l’enveloppe était cachée.
7. Le grand secret de Dmitri. On le siffle : Le juge d’instruction Nicolas Partenovitch continue d’interroger Dmitri sur l’argent qu’il a dépensé ce soir-là. Dmitri raconte comment il a obtenu de Katerina Ivanovna les trois mille roubles, comment il en avait dépensé la moitié lors de sa première rencontre avec Grouchenka et comment il cousit le reste dans un cotillon avec l’intention de le rendre à Katerina Ivanovna.
8. Les dépositions des témoins. Le petiot : Tous les témoignages recueillis par la suite par Nicolas Partenovitch pointent l’accusation vers Dmitri.
9. On emmène Dmitri : Accablé de toutes parts, Dmitri est arrêté et emmené en prison en attente de son procès pour meurtre.

### Quatrième partie

#### Livre dixième: Les garçons (7 chapitres)
Les garçons évoque l'histoire des écoliers et d'Ilioucha dans le livre quatre.
1. Kolia Krassotkine : Kolia Krassotkine fait partie de la bande de garçons qui se jetaient des pierres et qui avaient croisé Alexis. Âgé de quatorze ans, il a gagné le respect des autres enfants de son entourage en s’allongeant sur une voie ferrée alors que passait un train et en sortant sauf.
2. La marmaille : Kolia garde deux petits voisins, Nastia et Kostia, le temps que la servante de leur mère revienne du marché.
3. Le potache : Kolia sort enfin et rencontre Smourov, un autre enfant qui était présent lors de la rixe entre enfants et Alexis. Ils parlent d’Ilioucha qui est en train de mourir de phtisie. Kolia se dit socialiste. Kolia et Smourov se dirigent tous les deux vers la maison d’Ilioucha pour lui rendre visite.
4. Joutchka : Kolia et Alexis, qui se rendait aussi chez Ilioucha, font connaissance avant d’entrer dans la maison des parents de l’enfant. Kolia raconte que, sur la suggestion de Smerdiakov, Ilioucha a donné à manger à une chienne affamée, Joutchka, un morceau de pain percé d’une aiguille pour voir sa réaction à la douleur, et qu’Ilioucha en a eu terriblement mauvaise conscience. Kolia est accompagné de son propre chien Pereczon.
5. Au chevet d’Ilioucha : Ilioucha est déjà très entouré d’autres enfants quand Alexis et Kolia entrent. Il leur est reconnaissant d’être là. Kolia a énormément d’ascendant sur Ilioucha. Kolia et les enfants discutent de sujets divers pour distraire l’enfant malade : Kolia fait croire à Ilioucha que son chien Pereczon est en fait Joutchka, qu’elle est sauve et qu’il a, en plus, pu lui apprendre des tours. Les enfants offrent un chiot molosse qui plaît car il promet d’être bien méchant plus tard. Ils discutent de l’école quand arrive un médecin de Moscou à qui ils laissent la place : Katerina Ivanovna a réussi à faire accepter la charité à la famille qui reçoit régulièrement la visite d’un médecin pour Ilioucha.
6. Une nature précoce : Kolia discute avec Alexis pendant la visite du médecin. Kolia sort des poncifs sur le socialisme, la religion chrétienne ou l’émigration en Amérique. Alexis réfute ses poncifs et Kolia reconnaît qu’il est ridicule dans ses opinions. Il avoue à Alexis la grande admiration qu’il lui porte.
7. Ilioucha : Après avoir ausculté Ilioucha, le médecin donne son diagnostic. À moins de pouvoir partir en Grèce chercher un climat plus chaud, l’enfant mourra rapidement. Le père est stupéfait de l’extravagance de la suggestion du médecin compte tenu de la misère du logement dans lequel la famille habite. Ilioucha comprend qu’il est condamné et demande à son père, après sa mort, d’adopter un autre garçon qu’il appellera aussi "Ilioucha" et qu’il aimera comme il a aimé son propre fils.

#### Livre onze: Ivan Fiodorovitch (11 chapitres)
Le livre onzième raconte l'influence d'Ivan Fiodorovitch sur son entourage et sa descente dans la folie.
1. Chez Grouchenka : Alexis va chez Grouchenka la veille du procès de Dmitri. Depuis deux mois, elle va le voir tous les jours en prison et a noté son irritabilité. Il est défendu par un avocat payé par ses deux frères et Katerina Ivanovna, Katerina Ivanovna rémunère aussi un médecin pour plaider la folie de Dmitri et le sauver. Grouchenka confie à Alexis qu’Ivan a rendu visite deux fois à Dmitri en prison pour lui confier un secret.
2. Le petit pied malade : Alexis passe chez Madame Kolkhakov avant d’aller voir Lise. Madame Khokhlakov, devenue très coquette depuis qu’elle reçoit régulièrement le fonctionnaire Pétro Perkhotine, lui confie qu’Ivan est venu voir Lise quelques jours auparavant mais sans savoir pourquoi. Alexis promet de trouver la raison.
3. Un petit démon : Alexis passe chez Lise qui est très exaltée. Ils discutent, puis Lise avoue avoir fait venir Ivan pour une raison anodine. Il n’est resté que cinq minutes. Avant qu’Alexis reparte, elle lui glisse dans la main un courrier pour Ivan.
4. L’hymne et le secret : Alexis passe voir Dmitri en prison. Dmitri est persuadé d’être déclaré coupable et condamné au bagne le lendemain. Il refuse de plaider la folie comme l’y incite Katerina Ivanovna. Il finit par confier à Alexis sous le sceau du secret qu’Ivan veut le faire échapper de prison, puis le faire fuir en Amérique une fois sa condamnation prononcée. Ivan croit Dmitri coupable tandis qu’Alexis le croit encore innocent.
5. Ce n’est pas toi, pas toi ! : Alexis passe chez Katerina Ivanovna où il trouve Ivan. Il lui donne la lettre de Lise qu’Ivan déchire sans même la lire, prétendant que Lise se jette dans ses bras. Ivan affirme aussi que Katerina Ivanovna a une preuve écrite pour faire accuser Dmitri le lendemain. Les deux frères qui vivent dorénavant séparément de chez leur père se quittent et Ivan se dirige vers la maison de Maria Kondratieva qui héberge dorénavant Smerdiakov.
6. Première visite à Smerdiakov : Après l’enterrement de son père, Ivan était passé chez Smerdiakov qu’il avait interrogé sur la nuit du meurtre. Après l’avoir soupçonné du meurtre de son père, il est convaincu de l’innocence de Smerdiakov.
7. Deuxième visite à Smerdiakov : Ivan retourne pour la deuxième fois chez Smerdiakov afin de l’interroger à nouveau. Smerdiakov lui affirme que les trois frères avaient intérêt à voir leur père mourir pour toucher l’héritage. Il ajoute qu’Ivan avait même intérêt à ce que Dmitri soit le meurtrier car Dmitri serait alors, de facto, exclu de l’héritage qui n’aurait plus été partagé qu’en deux, avec plus d’argent à la clé.
8. Après cette deuxième visite chez Smerdiakov, Ivan se rend chez Katerina Ivanovna qui lui montre une lettre reçue de Dmitri avant le meurtre de leur père : ivre, Dmitri lui écrivait son intention d’assassiner son père pour lui voler les trois mille roubles prévus pour Grouchenka et rembourser ainsi Katerina Ivanovna. Ivan ne se sent pas bien et a vu le médecin de Moscou qu’a fait venir Katerina pour Ilioucha. Ivan continue à voir Katerina, mais leurs relations sont difficiles alors que Katerina évoque ici et là son amour pour Dmitri. Ivan a mauvaise conscience de voir Dmitri en prison et d’hériter bien plus du fait que son aîné a été déshérité, si bien qu’il fomente son évasion avec l’argent reçu à la mort de son père.
9. Troisième et dernière rencontre avec Smerdiakov : Ivan passe voir Smerdiakov une dernière fois. Smerdiakov finit par avouer avoir tué Fiodor mais tient Ivan comme réel responsable de son acte, Ivan lui ayant toujours dit que « tout est permis », et Smerdiakov a pris les mots d’Ivan à la lettre. Smerdiakov raconte comment, le soir du meurtre, il a feint une crise d’épilepsie avant qu’une crise réelle se déclenche, ce qui lui a permis à la fois de tuer Fiodor et d’avoir un alibi au moment du meurtre. Smerdiakov s’attendait bien à ce que Dmitri entre dans la propriété de Fiodor le soir du meurtre pour venir chercher des nouvelles de Grouchenka. Pour tuer Fiodor, Smerdiakov a feint le signal qui devait annoncer l’arrivée de Grouchenka, Fiodor est sorti et Smerdiakov l’a tué et mis la main sur les trois mille roubles destines à la jeune femme. Ivan est excessivement agité en écoutant Smerdiakov, il se sent partiellement coupable d’avoir effectivement souhaité la mort de son père. Ivan intime à Smerdiakov de passer aux aveux le lendemain au tribunal mais Smerdiakov refuse, il laissera accuser Dmitri. Il donne à Ivan les trois mille roubles volés à Fiodor.
10. Le diable, le cauchemar : Ivan se sent toujours plus mal. Il a la fièvre chaude et est l’objet d’hallucinations : sa personnalité se dédouble et il discourt de religion, d’amour, de physique avec un interlocuteur imaginaire, incarnation du diable. Il est interrompu par Alexis qui vient lui annoncer le suicide de Smerdiakov
11. C’est lui qui l’a fait : Smerdiakov suicidé, il ne pourra pas venir témoigner à la barre et le sort de Dmitri semble scellé. Ivan continue de délirer cette fois ci avec Alexis comme témoin. Il pense que c’est le diable qui est venu le disputer dans ses pensées. Ivan finit par s’endormir.

#### Livre douze: Une erreur judiciaire (14 chapitres)
Ce livre détaille le procès de Dmitri Karamazov.
1. Le jour fatidique : Le procès de Dmitri commence le lendemain. La salle d’audience est pleine de badauds venus de toute la Russie et majoritairement féminins. Sont présents aussi le célèbre avocat Fetukovitch, un président de cour plutôt humaniste et douze jurés qui font s’interroger sur leur capacité à juger un cas si complexe, subtile et psychologique. La plupart des protagonistes de l’histoire sont convoqués et témoigneront. Dès la première lecture des chefs d’accusation, Dmitri se déclare non coupable.
2. Les témoins dangereux : Dès le début du procès, la force de l’accusation paraît extraordinaire face à la défense. L’avocat Fetukovitch décortique chacun des témoignages en cherchant ce qui pourrait les discréditer. C’est ainsi que l’on apprend que Grigori était ivre le soir du meurtre, que Rakitine avait fait preuve d’arrivisme en s’étant fait rémunérer par Grouchenka pour lui faire rencontrer Alexis, et Sneguirev était ivre à l’audience.
3. L’expertise médicale et une livre de noisettes : Trois médecins sont appelés pour s’exprimer sur l’état psychologique de Dmitri mais sans trouver de consensus. L’un des trois médecins, le docteur Herzenstube, et aussi l’un des plus vieux habitants de la ville, témoigne du dénuement dans lequel vivait Dmitri enfant : il raconte comment il lui avait offert des noisettes et la vive reconnaissance que celui-ci lui avait montrée. L’histoire des noisettes vient apporter une impression favorable à Dmitri.
4. La chance sourit à Dmitri : À l’audience, Alexis redit sa confiance en son frère et suggère que Smerdiakov a pu être le meurtrier. Il insinue que Dmitri considérait les trois mille roubles comme un dû de Fiodor compte tenu de la spoliation dont Dmitri avait été la victime sur les biens de sa mère. Katerina Ivanovna témoigne à son tour, avançant que les trois mille roubles envoyés à sa sœur étaient un prêt déguisé à Dmitri qui avait besoin d’argent, Grouchenka confirme elle aussi qu’elle ne croit pas Dmitri coupable car incapable de mensonge. Elle reconnaît cependant avoir joué des deux hommes, le père et le fils.
5. Catastrophe soudaine : Ivan à son tour témoigne et accuse Smerdiakov du meurtre de Fiodor, déclarant avoir reçu sa confession. Il présente les trois mille roubles reçus de Smerdiakov à titre de preuve. Mais atteint de la fièvre chaude, il délire et son témoignage n’est pas pris au sérieux. Il est sorti du tribunal en raison de son état de santé mentale. Dans la foulée, Katerina Ivanovna revient sur sa déposition et présente la lettre reçue de Dmitri, écrite alors qu’il était ivre, et dans laquelle il se jure de tuer son père. Katerina Ivanovna accable l’accusé de reproches alors qu’elle le tenait innocent quelques heures plus tôt.
6. Le réquisitoire, portrait de l’accusé : Le procureur commence son réquisitoire en exposant les relations du père et du fils que l’instruction connait déjà. Il reconnaît que, dans l’histoire d’héritage, il reste impossible de décider qui est le profiteur et la victime entre le père et le fils.
7. Historique de l’affaire : Le procureur continue son réquisitoire en revenant sur tous les instants précédant le meurtre.
8. Dissertation sur Smerdiakov : Le procureur s’étend sur Smerdiakov pour éliminer tous les soupçons d’assassinat dirigés contre lui et pour en finir avec l’idée.
9. Psychologie à toute vapeur. La troïka galopante. Péroraison : Le procureur finit son réquisitoire en faisant appel à la psychologie de Dmitri et insiste sur le mobile de Dmitri, le vol. L’audience attend maintenant l’intervention de l’avocat de l’accusé.
10. La plaidoirie. L’arme à deux tranchants : L’avocat Fetukovitch commence sa plaidoirie en ironisant sur l’utilisation excessive faite par le procureur de la psychologie, et montre comment elle peut amener à des conclusions divergentes.
11. Il n’y avait pas d’argent. Il n’y a pas eu vol : L’avocat dans sa plaidoirie évoque l’idée qu'il n’y ait pas eu d’argent dans le meurtre et donc pas de vol possible. Il démontre que, finalement, personne n’a jamais vu les trois mille roubles au centre de l'accusation.
12. Il n’y a pas eu assassinat : L’avocat défend que rien dans l’assassinat ne prouve la préméditation, que prendre un pilon ne veut pas dire qu’on souhaite s’en servir, qu’on peut dire qu’on va tuer quelqu’un sous le coup de la colère ou de l’ivresse sans jamais passer à l’acte. L’avocat enjoint à l'assemblée d’admettre la sincérité de la déclaration de l’accusé. Il l’interroge sur les raisons qui la pousse à accepter l’idée que Dmitri aime Grouchenka mais pas que Dmitri n’a pas commis le crime, le tout sans aucune preuve. Il revient sur l’intervention d’Ivan et insiste sur la possibilité que Smerdiakov ait pu tuer le père.
13. Les faussaires de la pensée : L’avocat revient sur la personnalité de Fiodor et sur le père indigne qu’il a été. Il insiste sur les séquelles laissées sur ses fils pendant leur enfance où il n’en a eu que faire et sur tout ce qu’un père doit faire et que Fiodor n’a pas fait : initier au savoir, ouvrir l’esprit, donner de l‘affection. Il évoque aussi l’amour que Fiodor a conçu pour celle que son fils aimait déjà et qu’il espérait convaincre avec de l’argent. Il conclut que Dmitri a pu brandir le pilon par répulsion et indignation mais qu’il n’a finalement pas tué.
14. Les braves paysans ont eu le dernier mot : Le procureur, l’avocat et Dmitri reprennent la parole tour à tour. Dmitri remercie le procureur et l’avocat desquels il a appris des choses sur lui-même, mais il crie à nouveau son innocence. Les jurés se réunissent et le déclarent coupable avec, comme mobile, la préméditation du vol, et sans aucune circonstance atténuante.

#### Épilogue (3 chapitres)
1. Projets pour sauver Dmitri : Avant de tomber dans la maladie, Ivan a débloqué dix mille roubles pour faire échapper Dmitri des vingt ans de travaux forcés en Sibérie auxquels il est condamné. Katerina Ivanovna s’occupe de préparer l’évasion.
2. Pour un instant, le mensonge devient vérité : Alexis, Dmitri, Katerina Ivanovna et Grouchenka se retrouvent dans la cellule de Dmitri. Celui-ci évoque son évasion, comment ensuite il se réfugiera avec Grouchenka aux États-Unis, prendra la nationalité américaine et reviendra incognito en Russie. Katerina Ivanovna reconnait, de son côté, aimer Ivan qui, elle s’en persuade, guérira de sa fièvre chaude.
3. L’enterrement d’Ilioucha : À l’enterrement d’Ilioucha, Alexis est entouré de tous les camarades de l’enfant. Après la cérémonie, il leur rappelle combien les beaux souvenirs d’enfance aident à vivre et leur enjoint d'être courageux, généreux, modestes et gentils en souvenir d’Ilioucha. Tous ensuite vont partager les crêpes traditionnelles du repas funéraire.

## Personnages principaux

### Fiodor Pavlovitch Karamazov
Cinquante-cinq ans, marié deux fois, il est le père de trois fils (Dmitri, Ivan et Alexeï) et le père illégitime de Pavel Smerdiakov, dont il fait son domestique. C'est un homme impudique, vulgaire et sans principe, qui n'élève aucun de ses fils. Il les oublie même jusqu'à ce que ceux-ci se rappellent à son bon souvenir. Le meurtre de Fiodor par l'un d'eux sert de base à l'intrigue du roman.

### Dmitri Fiodorovitch Karamazov
Fils aîné, issu du premier mariage raté de Fiodor, Dmitri (nommé aussi Mitia, Mitka, Mitenka ou Mitri), 28 ans, est exalté, impétueux et dépensier. Il participe à de nombreuses soirées de débauche avec abondance de champagne et de femmes, pour lesquelles il dépense tout son argent. Il entre en conflit avec son père au sujet d'un héritage dont il a été spolié et d'une femme, Grouchenka, que les deux hommes désirent. Pour ces deux raisons, et à cause de sa menace, devant témoins, de tuer son père, il sera accusé du meurtre de celui-ci.

### Ivan Fiodorovitch Karamazov
Ivan Karamazov (nommé aussi Vanka ou Vanechka) est le premier fils du deuxième mariage de Fiodor Pavlovitch. Fervent rationaliste de 24 ans, il est solitaire, marqué par la souffrance qui existe dans le monde, et tout particulièrement celle des enfants. Il voue à son père, Fiodor, une haine qui n'est pas ouvertement exprimée, mais qui finit par le ronger intérieurement après l'assassinat de celui-ci. Influencé par Smerdiakov et en proie à une santé mentale qui se dégrade, Ivan devient peu à peu convaincu de sa propre culpabilité dans l'affaire.
Certains des passages les plus mémorables du roman impliquent Ivan, comme dans les chapitres: « La rébellion », « Le Grand Inquisiteur » et son remarquable cauchemar avec le diable dans (« Le Cauchemar »).
Le point de vue d'Ivan peut être exprimé ainsi : « […] la disparition dans l'humanité de la croyance en l'immortalité ferait non seulement tarir les sources de l'amour, mais priverait les hommes de toute force pour poursuivre leur existence en ce monde. Plus encore : rien ne serait immoral en ce cas, tout serait permis […] ».

### Alexeï Fiodorovitch Karamazov
Alexeï (nommé aussi Aliocha, Aliochka, Aliochenka ou Alexis), 19 ans, est le plus jeune des frères Karamazov. Dans le premier chapitre, le narrateur affirme que le jeune homme est le héros du roman, et le décrit comme un être sympathique. Au début des événements, Alexeï est novice au monastère local, sous la coupe du starets Zosime. Ce dernier est le patriarche du monastère et joue le rôle de maître spirituel. À la mort de Zosime, Alexeï est envoyé de par le monde et se trouve mêlé aux disputes de ses frères et de son père. Il est très proche de Dmitri, mais beaucoup moins d'Ivan, dont les convictions athées s'opposent aux siennes.

### Pavel Fiodorovitch Smerdiakov
Pavel Smerdiakov, fils de Lizaveta, une femme muette de la rue, et probablement fils illégitime de Fiodor Pavlovitch, est nommé d'après le nom de famille de sa mère « Smerdiakov », du verbe smerdit (« puer», en russe).
Il est le domestique et le cuisinier de Fiodor Pavlovitch. Morose et (comme Dostoïevski lui-même) épileptique, Smerdiakov est distant avec la plupart des personnes, mais voue une admiration particulière à Ivan, partageant ses idées sur l'athéisme. Il avouera plus tard à ce dernier qu'il est le meurtrier de Fiodor et prétend avoir agi sur les instructions plus ou moins explicites d'Ivan.

### Agrafena Alexandrovna Svietlova (Grouchenka)
Femme de bon plaisir, Grouchenka (nommée également Groucha et Grouchka) a 22 ans. Elle a été abandonnée par un officier polonais dans sa jeunesse et vit désormais sous la protection d'un avare tyrannique. Grouchenka charme à la fois Fiodor et Dmitri Karamazov. Profitant de leur rivalité, elle cherche à tourmenter et ridiculiser les deux hommes, une façon d'infliger à d'autres la douleur qu'elle-même a endurée plus jeune.

### Katerina Ivanovna Verkhovtseva
Katerina Ivanovna (nommée aussi Katia, Katka et Katenka) est la fiancée de Dmitri. Elle est liée à Dmitri depuis que celui-ci a effacé les dettes de son père. Extrêmement fière, Katia est décrite comme une personne de noblesse, avec de la générosité et une grandeur d'âme. Si elle reste fidèle à Dmitri, elle est troublée par l'amour que lui porte Ivan.

### Zosime
Zosime, starets du monastère, est le père spirituel d'Aliocha. Ses capacités prophétiques et guérisseuses supposées font de lui une personne vénérée par les habitants de la ville. Sa popularité inspire autant d'admiration que de jalousie parmi les moines du monastère. Gravement malade, il meurt au cours de la seconde partie : l'exposé de sa biographie et de sa doctrine forment en quelque sorte la réponse de Dostoïevski au récit du « Grand Inquisiteur ».

### Ilioucha
L'écolier Ilioucha (aussi nommé Ilouchechka) est la figure centrale d'une histoire dans l'histoire du roman. Son père, le capitaine Snegiriov, est un officier ruiné qui est insulté par Dmitri. Le lecteur est mené à croire que c'est partiellement à cause de cela qu'Ilioucha tombe malade et meurt finalement. Ses funérailles couvrent le dernier chapitre du roman.

## Traitement littéraire
L'intrigue principale tourne autour des trois fils de Fiodor Pavlovitch Karamazov, homme impudique, vulgaire et sans principes, et du parricide commis par l'un d'entre eux. En réalité, les enfants sont au nombre de quatre puisque le père donne naissance à un bâtard qu'il nommera Smerdiakov. Chacun des trois fils représente un idéal-type de la société russe de la fin du XIXe siècle : Aliocha, le benjamin, est un homme de foi ; Ivan, le deuxième fils, est un intellectuel matérialiste qui cherche à savoir si tout est permis, dans la mesure où Dieu n'existe pas ; Dmitri, leur très exalté demi-frère aîné, est un homme impétueux en qui le vice et la vertu se livrent une grande bataille : ce dernier incarne, selon l'auteur lui-même, « l'homme russe ».

### Écriture

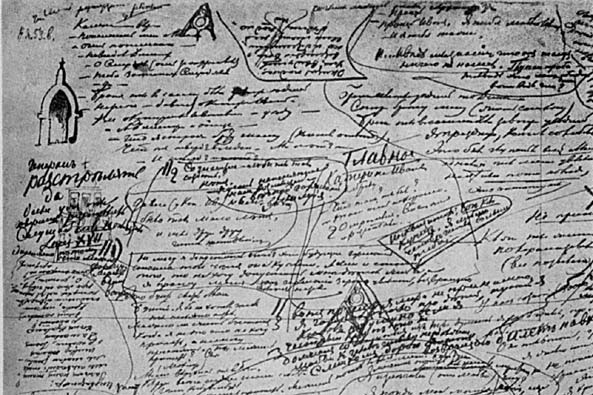
Les notes de Dostoïevski pour le chapitre 5 des Frères Karamazov.

Bien qu'il ait été écrit au XIXe siècle, Les Frères Karamazov contient un certain nombre d'éléments d'écriture modernes. Dostoïevski a composé le livre avec une variété de techniques littéraires qui ont mené beaucoup de ses critiques à caractériser son travail comme « négligé »[réf. nécessaire]. L'exemple le plus visible est l'utilisation du narrateur omniscient. Bien qu'il connaisse nombre de pensées et de sentiments des protagonistes, le narrateur se proclame auteur du récit, au point de distiller ses propres commentaires et états d'âme au fil du roman, devenant pratiquement un personnage à part entière. Par ses descriptions, le narrateur et la voix fusionnent imperceptiblement, une technique qui favorise l'impression de vécu dans la narration de l'histoire, tout en la rendant complètement subjective.
Dostoïevski utilise les variations de discours pour donner à chaque personnage une manière propre de s'exprimer, permettant d'entrevoir une grande partie de leur personnalité. D'autre part, plusieurs digressions dans le récit finissent par tresser un enchevêtrement de personnalités, apparemment mineures, mais dont les trajectoires sont riches en symboles. Par exemple, le livre six est presque entièrement consacré à la vie du starets Zosime, histoire qui ne semble pourtant pas être liée avec les événements de l'intrigue principale.

## Thèmes de l'oeuvre
Considéré par son auteur comme son œuvre la plus aboutie, Les Frères Karamazov constitue l'expression la plus achevée de son art romanesque. Dostoïevski y fait la synthèse des problèmes philosophiques, religieux et moraux qui ont hanté son univers. Il aborde la question ultime de l'existence de Dieu, qui l'a tourmenté toute sa vie. De nombreux thèmes chers à l'auteur y sont développés : l'expiation des péchés dans la souffrance, l'absolue nécessité d'une force morale au sein d'un univers irrationnel et incompréhensible, la lutte éternelle entre le bien et le mal, la valeur suprême conférée à la liberté individuelle.

### Le Grand Inquisiteur et le libre arbitre
La question centrale de la liberté humaine et de sa responsabilité vis-à-vis de Dieu est notamment développée dans un chapitre entier (livre V, chapitre 5) intitulé Le Grand Inquisiteur. Celui-ci relate une rencontre en Espagne, à la Renaissance, entre un haut dignitaire de l'Inquisition espagnole et Jésus, le premier reprochant au second sa venue, qui vient « déranger » l'Église établie. Ce récit raconté par Ivan à son frère Aliocha, expose la thèse selon laquelle Jésus, en résistant à la tentation de la puissance, et laissant ainsi l'homme libre de choisir de croire ou non, s'est trompé sur la nature humaine et a rendu l'homme malheureux. En effet, selon lui, l'homme n'est pas un Dieu, et, à cause de cela, il ne déteste rien tant que la liberté.
Pour le Grand inquisiteur, la liberté reconnue par Dieu n'a pas apporté le bonheur aux hommes. L'évêque du récit représente l'Église toute-puissante qui a continué l'œuvre du Christ mais en la dévoyant, c'est-à-dire en reprenant cette liberté à l'homme qui, selon lui, s'en trouve bien plus heureux. Dans ce chapitre essentiel de son œuvre, Dostoïevski signale aussi les limites de l'humanisme athée et pressent les dérives du socialisme matérialiste:« Nous les persuaderons qu'ils ne deviendront libres qu'en renonçant à leur liberté et en s'en remettant à nous" , "nous leur donnerons un bonheur silencieux, humble, le bonheur qui convient aux créatures faibles qu'ils sont...Certes nous les ferons travailler, mais durant leurs heures de loisirs, nous organiserons leur vie à la manière d'un jeu d'enfant, avec des chansons enfantines, des chœurs, des danses innocentes. »  Nicolas Berdiaev, qui développe cette lecture, voit dans le Grand Inquisiteur celui qui « est séduit par le mal qui a emprunté le masque du bien. »

### Foi et athéisme
L'autre thème central du roman est la confrontation de la foi chrétienne orthodoxe avec les idées et les valeurs émanant des nouvelles doctrines de l'athéisme, du rationalisme, du socialisme et du nihilisme. Non seulement ces idées et ces valeurs étaient étrangères à l'héritage spirituel de la Russie, mais elles travaillaient, selon Dostoïevski, activement à sa destruction et, de plus, devenaient de plus en plus populaires et influentes, en particulier parmi la jeunesse russe. Ce thème avait déjà été représenté dans tous ses romans majeurs précédents, en particulier Les Démons. Dans Les Frères Karamazov Dostoïevski représente cette opposition sous une forme archétypale : d'une part Ivan Fiodorovitch et sa légende du Le Grand Inquisiteur, et d'autre part Aliocha et de l'Aîné Zosima dans leur expression et incarnation d'un « vécu » de la foi chrétienne.
Ivan Karamazov montre dans le roman la profondeur de l'homme qui réfléchit et tente de trouver la réponse à la question éternelle pour « comprendre où se trouvent les sources de la vertu et du vice ». Les résultats de ces réflexions sont souvent formulés sous forme d'un court aphorisme tel que : « S'il n'y  a pas de Dieu, tout est permis ».

Les opinions d'Ivan ne sont d'ailleurs pas exprimées par lui-même mais bien par Piotr Mioussov, notamment au chapitre 5 du deuxième livre intitulé Ainsi soit-il !, et au chapitre 6 : Pourquoi faut-il que vive un tel homme ?, lors de l'entrevue avec le starets Zosime. Ce dernier lui demande :

« – Est-il possible que vous envisagiez ainsi les conséquences qu'aurait, pour les hommes, la disparition de la croyance en l'immortalité de leur âme ? demanda à ce moment le staretz à Ivan Fiodorovitch.
– Oui, c'est l'opinion  que j'ai soutenue. Il n'y a plus de vertu, s'il n'y a plus d'immortalité.
– Celui qui pense ainsi doit être ou très heureux ou très malheureux !
– Et pourquoi serais-je malheureux ? demanda Ivan Fiodorovitch avec un sourire.
– Parce que, selon toute vraisemblance, vous ne croyez pas vous-même à l'immortalité de l'âme, pas plus qu'à tout ce que vous avez écrit sur l'Église et sur la question ecclésiastique »

Dans le livre VI, Un moine russe, Dostoïevski cherche à réfuter la négation de Dieu d'Ivan, à travers les enseignements du starets Zosime. Le monde sombre du raisonnement de l'Inquisiteur est juxtaposé au monde radieux et idyllique de Zosime. Ce dernier communique sans réserve son amour pour son entourage et raconte les moments cruciaux de son cheminement spirituel. Aliocha consigne ces récits pour la postérité, ainsi que les enseignements et discours sur divers sujets, notamment : l'importance du moine russe ; la fraternité spirituelle entre maîtres et serviteurs ; l'impossibilité de juger ses semblables ; La foi, la prière, l'amour des autres mondes ; et la signification spirituelle de « l'enfer » comme la souffrance de l'incapacité d'aimer. Dostoïevski a entre autres basé les enseignements de Zosime sur ceux du saint orthodoxe et écrivain spirituel du XVIIIe siècle Tikhon de Zadonsk, et les a construits autour de sa propre formulation de l'essence d'une vraie foi chrétienne. Dostoïevski est parfaitement conscient de la difficulté de la tâche artistique qu'il s'était fixée et de l'incompatibilité de la forme et du contenu de sa « réponse » avec le discours ordinaire et les préoccupations quotidiennes de ses contemporains.

### Alexeï révolutionnaire?
Comme Dostoïevski l’annonce dans la Préface, ce roman n’aurait dû constituer que le premier volet d’un diptyque consacré à la vie d’Aliocha Karamazov, ce jeune homme pur et généreux, se préparant à entrer dans les ordres. Pourtant, si la seconde partie du roman avait été écrite, il est probable que notre impression aurait été tout autre. Dostoïevski voulait en fait représenter à travers la figure d’Aliocha la tragédie, mais aussi les espérances de la jeune Russie, de « la génération nouvelle ». Aliocha devait, d’après les Carnets, parcourir un long et pénible cheminement spirituel qui l’aurait conduit entre autres choses à l’action révolutionnaire. Il est probable que celui qui inspira le personnage d’Aliocha n’était autre que le terroriste Karakosov, auteur d’un attentat manqué contre Alexandre II. Étrange cheminement que celui qui aurait mené le pieux novice de la cellule de son maitre Zosime à celle de la prison politique !
Ceci permet de comprendre les intentions qui furent à l’origine de l’élaboration des Frères Karamazov. Bien qu’en apparence, la réflexion sur les problèmes politiques et sociaux n’y ait pas la première place, elle reste toujours en filigrane. Dans une vaste première partie, l'auteur s’interroge sur les causes profondes des problèmes qui l’obsèdent depuis toujours, afin de mieux en déployer les conséquences dans la seconde partie.

## Postérité

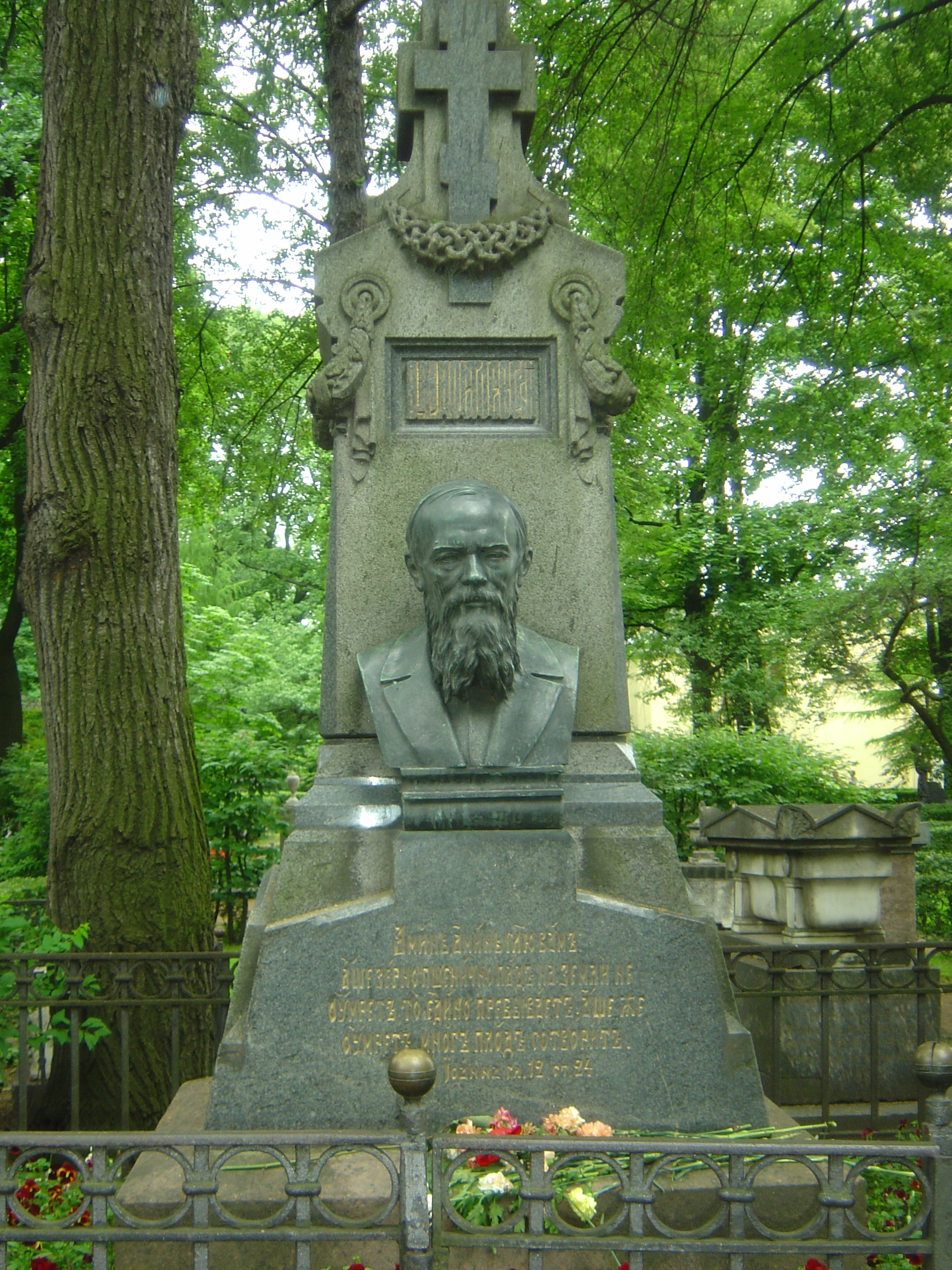
Tombe de Dostoïevski à Saint-Pétersbourg. Les premiers mots des Frères Karamazov y sont gravés.

Les Frères Karamazov a eu une influence profonde sur beaucoup d'auteurs et de penseurs. C'était notamment le livre de chevet de Léon Tolstoï sur son lit de mort.
L'écrivain Franz Kafka fut aussi sensible aux thèmes du roman Les Frères Karamazov et s'en inspira en partie dans son œuvre. Les deux hommes ont d'ailleurs en commun d'avoir eu des rapports tendus avec leur père. Kafka fut touché par la haine des frères pour leur père Fiodor. Le thème des relations père et fils a été traité dans plusieurs de ses travaux, le plus explicitement dans la nouvelle Le Verdict.
Sigmund Freud dit de cet ouvrage qu'il s'agit du « roman le plus imposant qu'on ait jamais écrit ». En 1928, Freud publie un article intitulé Dostoïevski et le parricide, dans lequel il traite des propres névroses de l'auteur et de leur influence sur l'intrigue du roman. Ainsi, l'assassinat de son père aurait été mal vécu par Dostoïevski, qui, selon la théorie du complexe d'Œdipe, aurait involontairement souhaité la mort de son père. Freud pense que cette culpabilité inconsciente aurait déclenché les crises d'épilepsie de l'auteur et se retrouverait dans le roman à travers les thèmes du parricide et de la culpabilité.
En 1954, le roman est également compté parmi les dix plus grands par William Somerset Maugham dans son essai Ten Novels and Their Authors.
Dans La Cité de la peur, Alain Chabat incarne un certain Serge Karamazov. Tout au long du film, il fait référence au roman en se présentant : « Serge Karamazov, aucun lien, je suis fils unique. ».
Le début du film Jésus de Montréal de Denys Arcand présente la scène finale du livre.
Dans le jeu de figurines Warhammer 40,000, l'un des héros membre des Chevaliers Gris porte le nom d'Inquisiteur Karamazov, sans doute un clin d'œil au roman Les Frères Karamazov contenant le récit Le Grand Inquisiteur.

### Adaptations

#### Au cinéma
- 1915 : Les Frères Karamazov (Bratya Karamazovy) de Victor Tourjanski
- 1921 : Die Brüder Karamasoff de Dmitri Buchowietzky
- 1931 : Les Frères Karamazov de Fedor Ozep
- 1947 : Les Frères Karamazov (I fratelli Karamazoff) de Giacomo Gentilomo
- 1958 : Les Frères Karamazov de Richard Brooks
- 1969 : Les Frères Karamazov (Братья Карамазовы) de Kirill Lavrov, Ivan Pyriev et Mikhaïl Oulianov
- 1974 : Les frères ennemis ou en arabe : الاخوة الاعداء - Film égyptien de Hissam Addine Mustapha

#### À la télévision
- 1969 : Les Frères Karamazov, téléfilm français de Marcel Bluwal.
- 2008 : Tarrikte Al Bettache, feuilleton télévisé (30 épisodes de 52 minutes), adapté et réalisé par Chafik Shimi, diffusé sur la chaîne de télévision marocaine 2M pendant le mois de ramadan 2008.
- 2010 : Karadağlar (en), feuilleton télévisé turc (14 épisodes de 90 minutes), adapté par Alican Yaraş et réalisé par Oğuzhan Tercan, diffusé sur la chaîne de télévision privée turque Show TV. Une adaptation dans la Turquie des années 1930 pendant la Grande Dépression.
- 2013 : Karamazov no Kyodai, feuilleton télévisé japonais. Une adaptation dans un Japon contemporain de l'œuvre originale[24].

#### Au théâtre
- 1911 : Les Frères Karamazov, adaptation et mise en scène par Jacques Copeau, Théâtre des Arts, Paris
- 1945 : Les Frères Karamazov, mise en scène par André Barsacq, Théâtre de l'Atelier, Paris
- 1972 : Les Frères Karamazov, mise en scène par Georges Vitaly, Théâtre Graslin, Nantes
- 1990 : Les Frères Karamazov, mise en scène par Krystian Lupa, Stary Teatr, Cracovie
- 1999 : Karamazov, mise en scène par Didier Carette, Le Parvis, Tarbes
- 2000 : Les Frères Karamazov, mise en scène par Krystian Lupa, Théâtre de l'Odéon, Paris
- 2012 : Les Frères Karamazov, par Richard Crane
- 2013 : Les Tentations d'Aliocha, mise en scène par Guy Delamotte
- 2014 : Les Frères Karamazov, adaptation par Sophie-Iris Aguettant à partir de la traduction d'André Markowicz, mis en scène par Cécile Maudet et Olivier Fenoy, Théâtre de l'Épée de Bois, La Cartoucherie, Paris
- 2016 : Karamazov, adaptation et mise en scène par Jean Bellorini, au Festival d'Avignon
- 2021 : Les Frères Karamazov, adaptation et mis en scène par Sylvain Creuzevault à partir de la traduction d'André Markowicz, coproduction Odéon-Théâtre de l’Europe, Festival d’Automne à Paris, Théâtre national de Strasbourg, L’empreinte – scène nationale Brive-Tulle, Théâtre des Treize vents – centre dramatique national de Montpellier, L’Union – centre dramatique national de Limoges, La Coursive – scène nationale de la Rochelle, Bonlieu scène nationale – Annecy

#### Au ballet
- 1995 — création du ballet Les Karamazov par Boris Eifman suivant le roman de Dostoïevski sur une musique de Sergueï Rachmaninov, Richard Wagner et Modeste Moussorgski
- 2013 — Boris Eifman crée un nouveau ballet « Karamazov » en 1995 sous le nom « De ce côté là du péché » d'après le roman de Dostoïevski Les Frères Karamazov sur la musique de Rachmaninov, Wagner et Moussorgski[25]

## Éditions en langue française

### Éditions imprimées
- Les Frères Karamazov (trad. du russe par Ely Halpérine-Kaminsky et Charles Morice), Paris, Plon, Nourrit et Cie, 1888, 1457 p. (BNF 30350556)    (Wikisource) — Version très écourtée, incomplète et adaptée.
- Les Frères Karamazov (trad. du russe par J.-Wladimir Bienstock et Charles Torquet), Paris, E. Fasquelle, 1906, 494 p. (BNF 30350557) — Version écourtée et adaptée.
- Les Frères Karamazov (trad. du russe par Henri Mongault et Marc Laval), Paris, Éditions Bossard, 1923, in-8 (BNF 32040664) — Première traduction intégrale en trois tomes (422, 388 et 305 p.).
- Les Frères Karamazov (trad. du russe par Boris de Schlœzer, ill. Alexandre Alexeïeff (lithographies)), Paris, Éditions de la Pléiade - J. Schiffrin, 1929, in-4 (BNF 32040667) — Traduction intégrale en trois tomes (278, 288 et 291 p.).
- Les Frères Karamazov (trad. du russe par Henri Mongault), Paris, Gallimard, coll. « Les classiques russes », 1935, in-16 (BNF 32040665) — Traduction intégrale en deux tomes (375 et 378 p.) ; reprise du fonds des éditions Bossard.
- Les Frères Karamazoff (trad. du russe par Marc Chapiro), Lausanne, Suisse, Henry-Louis Mermod, coll. « Les grands romans étrangers » (no 5), 1946, 1457 p. (BNF 32040668)
- Les Frères Karamazov (trad. du russe par Élisabeth Guertik), Paris, Fernand Hazan, coll. « Les Classiques du monde », 1948, 1001 p. (BNF 32040672)
- Les Frères Karamazov (trad. du russe par Rostislav Hofmann, préf. Edmond Jaloux, annotations de Modeste Hofmann), Paris, Bordas, coll. « Les Grands maîtres », 1948, 885 p. (BNF 32040670)
- Les Frères Karamazov (trad. du russe par Henri Montgault, préf. Pierre Pascal), Gallimard, coll. « Bibliothèque de la Pléiade » (no 91), 1952, 1270 p. (ISBN 978-2-07-010175-7)[26]
- Les Frères Karamazov (trad. du russe par Kyra Sanine), Paris, Garnier Frères, coll. « Classiques Garnier », 1969, 1107 p. (BNF 35211694) — Réédité en 2014 dans la coll.« Classiques jaunes » (no 523),  (ISBN 978-2-8124-1874-7)
- Les Frères Karamazov (trad. du russe par Henri Montgault précédé du texte de Sigmund Freud : "Dostoïevski et le parricide" édition Gallimard 1973 pour ce texte de S. Freud traduit par J-B Pontalis), Gallimard, coll. « Folio », 1952, 998 p.
- Les Frères Karamazov (trad. du russe par André Markowicz), Arles, Actes Sud, coll. « Babel » (no 526-527), 2002, 1373 p. (ISBN 2-7427-3703-0 et 2-7427-3704-9) — Deux volumes (583 et 790 p.) ; publication conjointe à Montréal, Leméac (ISBN 2-7609-2270-7 et 2-7609-2269-3)
- Les Frères Karamazov (trad. du russe par Emma Lavigne), Paris, Gallmeister, coll. « Litera », 2023, 1544 p. (ISBN 978-2-35178-908-7)

### Livres audio
- Les Frères Karamazov (trad. du russe par André Markowicz, narration de Pierre-François Garel), Éditions Thélème, 2017, 3 CD (ISBN 978-2-87862-888-3, 978-2-87862-904-0 et 978-2-87862-934-7)
- Les Frères Karamazov (trad. du russe par Henri Mongault, narration de Vincent Violette), Frémeaux & Associés, 2017, 5 CD (EAN 978-2-84468-905-4)
- Livre audio gratuit, Les Frères Karamazov, traduit par Henri Mongault.https://www.litteratureaudio.com/livre-audio-gratuit-mp3/dostoievski-fedor-les-freres-karamazov-version-2.html